# Verbena peruviana
Verbena peruviana — вид трав'янистих рослин родини Вербенові (Verbenaceae), Поширений у пд. Бразилії, пн. Аргентині, Болівії, Парагваї, Уругваї.

## Опис
Розпростерта трава, волосато-залозиста, стебла лежачі з висхідними квітковими гілками. Листки коротко черешкові, черешок 3–8 мм, листові пластини 5–35 × 4–15 мм, цілісні, від яйцюватих до еліптичних, верхівка гостра, основа клиноподібна, поля зубчасті або округло-зубчасті, верхня поверхня з короткими жорсткими притиснутими волосками, нижня — з жорсткими волосками.
Суцвіття — щільні багатоквіткові колоски, збільшені в плодоношенні. Квіткові приквітки 3.5–4.5 мм, волосато-залозисті, яйцюваті з гострою верхівкою. Чашечка довжиною 9–11 мм, волосато-залозиста, трикутні зубчики 0.5 мм. Віночок яскраво-червоний, 3–15 мм, зовні майже оголений.

## Поширення
Поширений у пд. Бразилії, пн. Аргентині, Болівії, Парагваї, Уругваї.
Населяє скелясті оголення, пісок, сухі ґрунти, узбережжя, луки, водно-болотні угіддя, між рівнем моря і 3000 м.